# Mummucia mauryi
Mummucia mauryi är en spindeldjursart som beskrevs av Emerson Antônio Rocha 200. Mummucia mauryi ingår i släktet Mummucia och familjen Mummuciidae. Inga underarter finns listade i Catalogue of Life.